# Jean-Julien Baronnet
Pour les articles homonymes, voir Baronnet.
Jean-Julien Baronnet, né le 7 novembre 1958 à Bordeaux, est un homme d'affaires, entrepreneur et producteur de cinéma français.
Il a été directeur général et membre du conseil d'administration d’EuropaCorp, avant de fonder le premier studio de cinéma intégré et directement spécialisé dans l’adaptation de jeux vidéos, Ubisoft Motion Pictures, dont il a également assuré la fonction de directeur général. Il possède désormais sa propre société de production à Hollywood, Marla Studios, également spécialisée dans l’adaptation de jeux vidéo en films et séries télévisés. 

## Biographie

### Formation
Élève du collège Tivoli à Bordeaux, il effectue ensuite ses études à l’École supérieure de commerce (ESC) de Bordeaux  dont il sort diplômé en 1981.

### Carrière
Il a commencé sa carrière dans les services marketing de Procter & Gamble puis à la direction marketing du Laboratoire Glaxo, avant de rejoindre, en 1986, Bernard Krief Consulting en même temps que Jean-Pierre Raffarin. Il en devient directeur général en 1988 et directeur général du groupe en 1990,. 
En 1993, il intègre la division produits chimiques Rhône-Poulenc et est nommé, en 1995, président de la branche Cosmétique, Détergent et Formulations Industrielles. Jean-Julien Baronnet est nommé président de Rhône-Poulenc Italie en 1997. Il intègre Rhodia à sa création en 1998 et prend la présidence mondiale de Rhodia Home Personal Care & Industrial (HPCII). Il occupe, à partir de 2000, le poste de directeur général adjoint de la division spécialités produits de consommation où il supervisait Rhodia Food et HPCII. Il accède par la suite à d'autres responsabilité dans l'entreprise comme président de la division services et spécialités ou membre du comité exécutif en 2001. En 2003, Jean-Pierre Tirouflet le nomme directeur général délégué du groupe Rhodia.

### Cinéma
Jean-Julien Baronnet commence à écrire des scénarios à partir de 2000 et remporte, en 2004, le Trophée du premier scénario décerné par le Centre national du cinéma et de l'image animée pour Abîmes, librement inspiré des Travailleurs de la mer de Victor Hugo.
En 2008, il est nommé directeur général d’EuropaCorp. Il participe à de nombreux projets du studio français, comme par exemple le film d’animation Un Monstre à Paris ou Taken.
Après deux années de service au sein de la société de Luc Besson, il rejoint les bancs d'Ubisoft, où il fonde et dirige Ubisoft Motion Pictures, le premier studio de cinéma entièrement destiné à l’adaptation de jeux vidéo.
Comme il l’explique dans une interview accordée à L'Obs, la création de cette filiale se veut une réponse aux studios hollywoodiens : « Après la catastrophe qu'a été Prince of Persia de Disney sur lequel nous n'avons eu aucun droit de regard, nous ne voulions plus céder aux sirènes du cinéma ».
Il produit la série des Lapins crétins. Ubisoft collabore pendant cette période avec de nombreux studios, et signe l’adaptation de nombreuses franchises : Splinter Cell, Watch Dogs, Tom Clancy's Ghost Recon ou encore Assassin's Creed, film dont il est également le producteur.
Après cinq années passées à Ubisoft, Jean-Julien Baronnet décide de créer sa propre société de production, Marla Studios, basée à Los Angeles et également spécialisée dans l’adaptation de jeux vidéo pour le cinéma et la télévision. L’entreprise supervise le développement créatif, les négociations et la production de longs métrages et séries télévisées issus de franchises vidéoludiques. En 2020, il produit l'adaptation en série du jeu vidéo Brothers in Arms.

## Vie privée
Après avoir été marié une première fois, il vit actuellement à Los Angeles avec sa deuxième épouse Lara Voloshin, ancienne responsable du développement chez Metropolitan et responsable du développement chez Marla Studios avec qui il a deux enfants.